# Composttoilet
Een composttoilet is een toilet waarbij gebruik wordt gemaakt van biologische processen om de uitwerpselen om te zetten in organisch compost. Er zijn twee soorten composttoiletten. Bij de ene soort dient het toilet alleen als verzamelpunt. Het uiteindelijk composteren gebeurt in de composthoop. Bij de andere soort vindt het composteren in het toilet plaats.

## Constructie en gebruik

Snelheid van volumeafname bij een groot composttoilet

Om een goede compostering te krijgen moeten temperatuur en vochtigheid onder controle gehouden worden. Met het gescheiden opvangen van urine en ontlasting worden de stromen gescheiden. De urine kan bijvoorbeeld met een urinoir afgevoerd worden met buizen met een kleine diameter gelijk aan een wasbak of douche. De ontlasting wordt afgedekt met hennep of stro voor absorptie van vocht en het tegengaan van stank en insecten. In eenvoudige modellen wordt de compost gemengd met een handaangedreven roermechanisme. Luxere modellen gebruiken elektriciteit (12V (zonne-energie) of 230V) voor het verdampen van urine, het vermengen van de compost en het laten circuleren van lucht.
Wanneer het volume van de composttoilet drie keer zo groot is als de jaarlijkse toevoeging, is afvoeren van materiaal in principe niet nodig. Na 5 jaar is het volume teruggebracht tot 1-2%. Bij kleine systemen moet er wel regelmatig materiaal afgevoerd worden.

## Hygiëne

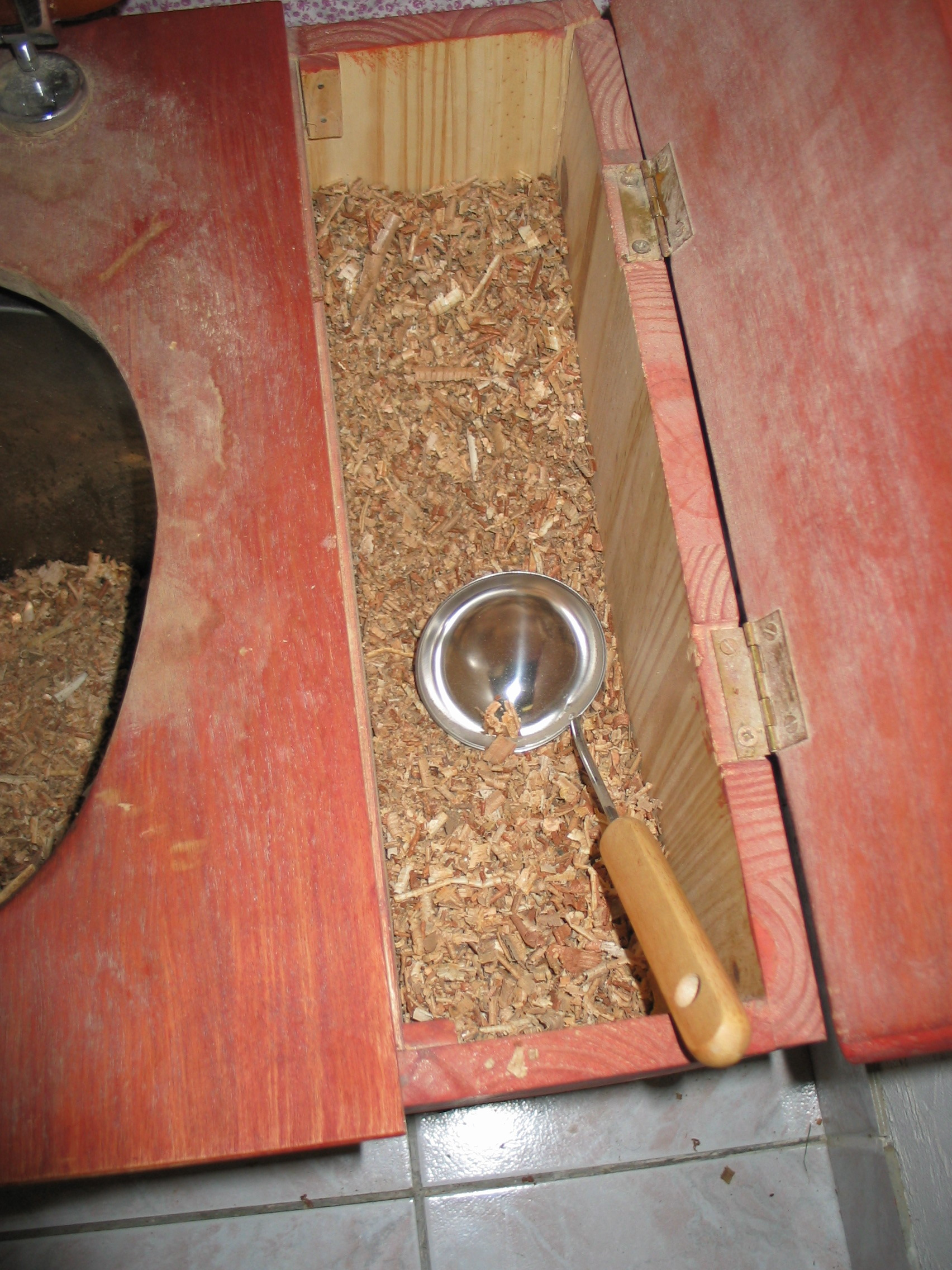

Tijdens het composteren is het de bedoeling om ziekteverwekkers onschadelijk te maken. De compost is na een korte periode geschikt voor siertuinen. Na een periode van minstens 1 jaar kan de compost ook gebruikt worden voor groente- en fruittuinen. Het Centrum voor Alternatieve Technologie in Wales adviseert om de compost niet voor bladgroente te gebruiken, maar voor fruitbomen en fruitstruiken.

## Ecologie
Een belangrijke beweegreden om te kiezen voor een composttoilet is dat de gebruikers geen vervuild water willen of kunnen lozen. Per dag gebruikt een mens 35 liter schoon drink- of regenwater voor het doorspoelen van het watercloset. Per jaar verbruikt men dus 12275 liter drinkwater.
|                  | 2003       | 2005       |
| ---------------- | ---------- | ---------- |
| Bad en douche    | 47,3 liter | 43,3 liter |
| Toiletspoeling   | 39 liter   | 35 liter   |
| Was              | 25,5 liter | 23,5 liter |
| Afwas            | 5,8 liter  | 5,8 liter  |
| Wastafel         | 4,2 liter  | 4,2 liter  |
| Voedselbereiding | 2 liter    | 2 liter    |
| Overig           | 8,2 liter  | 8,2 liter  |
| Totaal           | 134 liter  | 124 liter  |